# Say You're Just A Friend
«Say You're Just A Friend» es una canción del cantante estadounidense Austin Mahone, y está incluida en su primer EP, Austin Mahone (EP). La canción cuenta con la colaboración del rapero norteamericano Flo Rida. La canción está escrita por Leon Huff, Kenny Gamble, Tramar Dillard, Justin Franks, Nick Bailey, Mike Freesh, Trent Mazur, Ryan Ogren y Ahmad Belvin y está producida por DJ Frank E, Mike Freesh y Trent Mazur. La canción fue lanzada en Estados Unidos por descarga digital el de diciembre de 2012. Esta samplea el coro de la canción Just A Friend del rapero Biz Markie.

## Vídeo musical
El vídeo para la canción fue lanzado el 8 de febrero de 2013 con una duración de tres minutos y dieciséis segundos (3:16). La chica en la cual Mahone está interesado es la modelo Kimberly Schanks.

## Créditos y personal
- Voz principal – Austin Mahone, Flo Rida
- Letra – Austin Mahone, Leon Huff, Kenneth Gamble, Tramar Dillard, Justin Franks, Nick Bailey, Mike Freesh, Trent Mazur, Ryan Ogren, Ahmad Belvin
- Productor(es) – DJ Frank E, Mike Freesh, Trent Mazur
- Discográfica: Chase, Universal Republic Records, Republic Records

## Listas musicales
| Lista (2013)                                | Mejor posición |
| ------------------------------------------- | -------------- |
| Bélgica (Flandes) (Ultratip Bubbling Under) | 2              |
| Bélgica (Valonia) (Ultratip Bubbling Under) | 32             |
| Estados Unidos (Bubbling Under Hot 100)     | 4              |
| Ukraine (FDR Charts)                        | 1              |